# Боровець-Демчишин Олександра Романівна
Олександра (Леся) Романівна Боровець-Демчишин (30 березня 1949, Львів — 29 січня 2019, Винники) — українська естрадна співачка, Заслужена артистка України (1996).

## Навчання
Олександра Боровець закінчила Львівську консерваторію імені М. Лисенка у 1972 році по класу фортепіано у Л. Крих. Також вокалу навчалась у М. Байко і Т. Карпатської.

## Трудова діяльність
З 1972 по 1973 роки працювала концертмейстером у Львівській хореографічній школі. Потім — на посаді концертмейстера-педагога Дрогобицького (1974—1976) та Івано-Франківського (1976—1978) музичних училищ.
У 1978 році Олександра Боровець була прийнята на посаду методиста фортепіанного відділення Львівського управління культури.
Втім, у 1980 році перейшла на викладацьку діяльність до середньої спеціальної музичної школи-інтернату ім. С. Крушельницької міста Львова.

## Творчість
У 1967 році Олександра Боровець почала працювати солісткою Львівського радіо і телебачення (1967—1973 рр.), а також ансамблю «Медікус» (1967—1981), У 1973—1974 роках також була солісткою ансамблю «Ватра» Львівської філармонії. Так вона почала поєднувати класичний оперний вокал з ритмами біґ-біту (на першій платівці «Ватри» пісні «Верховинська колискова», «Відлуння в горах», «Як я спала на сені»). Основу її репертуару складали пісні Богдана Янівського.
У 1989—1993 роках Леся була солісткою ансамблю «Львівське ретро». З 1993 року є незмінною солісткою ансамблю «Галицька ревія». У репертуарі — твори українських та зарубіжних композиторів, українські народні пісні.
З ансамблями гастролювала в Україні, Росії (1973—1974, 1980), Польщі (1990, 1993, 2006—2008), Канаді (1991), США (1991, 2001—2003) та Японії (2009).
|  | Українська музика повинна мати свій національний колорит, який був притаманний таким естрадним композиторам, як Платон Майборода, Ігор Шамо, Мирослав Скорик, Ігор Хома, Богдан Янівський, Володимир Івасюк. Пісня є основою нашого сучасного життя, складного, навіть жорстокого. За допомогою гарної пісні людина стає добрішою. Особисто я виконую лише ті пісні, які мені подобаються. Спів – це поклик моєї мрійливої, ліричної душі… Першу наснагу співати джаз мені дав керівник ансамблю “Medicus” Ігор Хома. Він постійно давав читати книжки про джаз, слухати платівки із записами джазових співачок. Завдяки саме йому я познайомилася зі світовими зірками джазу. Спочатку я могла лише копіювати. Одного дня Ігор Хома дав мені якусь тему англійською мовою і попросив поімпровізувати. Ось так почалося моє вокальне джазування в ансамблі “Medicus”… |

### Платівки
- «Ватра», «Пісні Б. Янівського» (1973—1975);

### Касети
- «Львівське ретро» (1990),
- «Галицька ревія» (1993).

### Озвучування музичних телефільмів
- «Залицяльники» (1968, режисер Р. Олексів),
- «Пісні над Львовом» (1970, реж. О. Геринович),

### Запис відеофільмів
- «Мелодії давні і нові. Співає Леся Боровець» (1988, музичний редактор Л. Козак),
- «Високий замок сподівань» (1990),
- «Львівське ретро» (1990),
- «Галицька ревія» (1993, реж. обох Г. Ярема),
- «Незабутні мелодії» (2006, реж. Л. Козак).

## Звання, нагороди
- Заслужена артистка України (1996).

## Родина
- Чоловік — Ростислав Петрович Демчишин, заслужений діяч мистецтв України, композитор.
- Діти:
  - Назар (син від першого шлюбу) — скрипаль Королівського оркестру в м. Севілья,
  - Тарас — багаторазовий лауреат міжнародних конкурсів кларнетистів, диригент, працює у м. Фукуока (Японія).